# Frans Schraven (acteur)
Frans Schraven (Zeeland (N.-Br.), 10 januari 1959) is een Nederlands acteur, danser, choreograaf en zanger. Hij is creatief directeur van Theatergezelschap Opus One en speelde in het theaterseizoen 2008 / 2009 de komische rol van Sancho Panza in de musical Man van La Mancha.

## Biografie
Schraven genoot zijn dansopleiding bij Benjamin Feliksdal aan de European School of Jazzdance te Amsterdam. Tijdens deze opleiding kreeg hij aanvullende trainingen op het gebied van acting en zang. Als danser van de Theater Dance Workshop Company onder leiding van Feliksdal groeide zijn bekendheid als tap- en jazzdanser. Onder leiding van Rob Brown danste Schraven in verschillende dansproducties die Brown voor Opus One choreografeerde.Tot het moment dat Opus One een productie kern werd, die alleen nog familie voorstellingen programmeerde. Voor de kleinschalige musical producties die Opus One neerzette, maakte Schraven de choreografieën en vervulde tevens een aantal titel en bijrollen. Hij maakte in 1987 zijn musicaldebuut in de eerste Nederlandse Cats-productie en was in 1988 een van de oprichters van Theatergezelschap Opus One. In de loop van de jaren is hij zich, naast het dansen, meer gaan richten op doceren en choreograferen. Hij verzorgde de choreografie voor nagenoeg alle producties van Opus One en speelde hierin ook vele rollen. Hij gaf verschillende dansstages in Nederland en twee zomercursussen in Indonesië. In 1998 verzorgde hij de choreografie van de Efteling Sprookjesshow, die met een internationale prijs werd bekroond. In 2004 verzorgde Schraven de choreografie van de rockopera Merlin van Kayak. In 2005 gaf Schraven in samenwerking met het Wings Ensemble vorm aan het jeugdprogramma Peter en de Wolf. Schraven is tevens artistiek leider van LEF, een project dat jongeren van diverse Amsterdamse scholen in contact brengt met dans en theater. De laatste jaren verzorgt hij regelmatig de regie bij Opus One.

## Theater
- De nieuwe IJstijd (2012) - Regie
- Urinetown (2010) - Resident director (verantwoordelijk voor het waarborgen van de artistieke kwaliteit van de productie) alsmede assistent choreografie
- Sonneveld voor Altijd (2009) - Choreografie
- Man van La Mancha (2008) - Sancho Panza
- The Fantasticks (2008) - Morales en De Stomme
- Musical to the Max (2007) - Theaterconcert ook met Tony Neef, Maaike Widdershoven, Joke de Kruijf en Brigitte Nijman
- De Kleine Prins (2007) - de Kleine Prins
- Willekes Jubileumconcert Goud (2006) - ook met Willeke Alberti en Brigitte Nijman
- Ollie B. Bommel en Tom Poes in de Trullenhoedster (2006 en 1998) - Tom Poes
- Alice in Wonderland (2004) - Witte Konijn, Maartse Haas, Tweedledee, Kreeft
- Jungle Book (2004, 2002 en 1996) - Mowgli/Nathoo
- Tijl Uilenspiegel (2003) - Tijl Uilenspiegel & Lodewijk van Nassau
- Lekker zingen (2002) - Liedjesprogramma ook met Marjolein Teepen en Roberto de Groot
- Belle en het Beest (2001) - Prins Avenant, Dokter, Fee
- Een midzomernachtsdroom (2000) - Lysander & Spint
- De klokkenluider van de Notre Dame (1999) - Quasimodo, Francois, Bedelaar
- Peter Pan (1995) - Peter Pan
- Porgy and Bess (1994) - Sportin‘ Life
- Alleen op de Wereld (1993) - Remi
- Diverse Opus One producties (1988 - 1992) - diverse rollen
- Cats (1987) - Pouncival en Dr. Diavolo

## Televisie
Schraven verzorgde de choreografie voor de volgende televisieseries:
- Circus Waltz (2006)
- 't Schaep met de 5 pooten (2006)

## Prijzen
Schraven was in 2000 genomineerd voor de John Kraaijkamp Musical Award voor Beste Mannelijke Hoofdrol voor zijn rol van Quasimodo in De Klokkenluider van de Notre Dame.